# Turismo sessuale minorile
Il turismo sessuale minorile è quella forma di turismo sessuale che prende di mira i minorenni, specialmente in certe zone povere del mondo dell'Asia, dell'Africa e del Sud America, da parte di turisti stranieri con lo scopo di coinvolgerli commercialmente nella prostituzione minorile: tutto ciò fa parte, secondo le disposizioni internazionali, dell'ampia categoria riguardante gli abusi sessuali sui minori.
Il turismo sessuale rivolto verso i bambini, o comunque minorenni, fa parte di un giro d'affari multimiliardario interno al settore globale del turismo a scopo sessuale; rappresenta una forma di prostituzione minorile nell'ambito della più ampia questione dello sfruttamento sessuale minorile a fini commerciali. Vittime di un tale giro d'affari sono circa due milioni di bambini, bambine e minorenni in genere in tutto il mondo.
I bambini che si esibiscono nel ruolo di prostituti a pagamento spesso vengono attirati e rapiti per poi essere ridotti in una vera e propria schiavitù sessuale. Gli effetti primari e le conseguenze più a lungo termine, sia fisiche sia psicologiche del turismo sessuale sui bambini può spaziare (secondo la relazione del Dipartimento di Stato USA) dal contrarre il virus dell'HIV, alla tossicodipendenza, alla gravidanza indesiderata e in genere all'esclusione sociale permanente.
L'utenza adulta che cerca nei paesi in via di sviluppo minori per fini sessuali può essere classificata dal movente specifico; contrariamente a quanto comunemente si può pensare e credere, i pedofili  non sono la maggioranza di questi "turisti": vi possono esser difatti molti tossicodipendenti, che possono preferire i bambini in quanto percepiscono il rischio di malattie sessualmente trasmissibili essere più basso; vi sono poi anche utenti situazionali, quelli che cioè non cercano preferenzialmente bambini ma che ne colgono semplicemente l'opportunità se e quando questa si presenti; infine vi può anche essere una completa mancanza di preoccupazione nel verificare l'età effettiva della persona che si prostituisce in cui si è incappati. La maggioranza dei minorenni sfruttati in questo commercio hanno meno di 12 anni.
I pedofili utilizzano generalmente Internet per pianificare i loro viaggi, attraverso la ricerca d'informazioni e negoziazioni sulle effettive opportunità di turismo sessuale in quel dato paese; laddove i bambini si trovano in una situazione di più forte vulnerabilità e disagio sociale ed economico, pertanto nei paesi più poveri. Molti governi nazionali hanno promulgato nel tempo leggi per consentire di poter perseguire penalmente propri cittadini, per abusi sessuali commessi su minori, al di fuori del proprio paese d'origine. Tuttavia, mentre le leggi contro il turismo sessuale possono scoraggiare facilmente i trasgressori situazionali dall'agire impulsivamente, ciò invece non accade con i pedofili i quali si recano appositamente in quei paesi con lo scopo di sfruttare sessualmente i loro cittadini più giovani.

## Sfondo
Il turismo è strettamente legato alla povertà; in Sud America e nel Sudest asiatico ad esempio i bambini di strada si danno spesso alla prostituzione come ultima risorsa di sopravvivenza: in ogni caso sempre i bambini che si trovano in una situazione di miseria materiale e mancanza d'istruzione risultano più vulnerabili e quindi molto più facili bersagli da parte dei trafficanti.
Thailandia, Cambogia, India, Brasile e Messico sono stati identificati come i principali "punti caldi" di sfruttamento sessuale di minorenni.
In Thailandia il numero esatto di bambini prostituti non è noto, ma Health System Research Institute riferisce che i minorenni che si prostituiscono, più o meno volontariamente, sono il 40% di tutte le persone che si dedicano alla prostituzione all'interno dei confini nazionali. In Cambogia è stato stimato che circa un terzo di tutti coloro che si prostituiscono hanno meno di 18 anni. In India la polizia federale afferma che siano almeno un milione e 200.000 i minorenni coinvolti nel giro della prostituzione, e quindi anche - in parte - in quello del turismo sessuale. Fino a poco tempo fa il Brasile è stato considerato avere il record di traffico sessuale minorile inferiore solo a quello thailandese, ma a seguito di un rapporto della BBC del 2010 il paese latino americano sembra aver addirittura superato quello asiatico: "in questo momento il Brasile è la destinazione più popolare del pianeta per il turismo sessuale.
Il turismo sessuale che prende di mira minorenni crea enormi incentivi economici per i trafficanti; il traffico di esseri umani ha come vittime più di un milione di bambini all'anno. L'ufficio delle Nazioni Unite contro la droga e il crimine (UNODC) ha recentemente affermato che il 79% di tutto il traffico globale di esseri umani è a scopo di sfruttamento sessuale, la quale risulta così essere una delle attività criminali in più rapida crescita nel mondo.
L'Unicef rileva che l'attività sessuale è molto spesso intesa come questione meramente privata, rendendo così le comunità riluttanti ad agire e intervenire nei casi di sfruttamento sessuale; questi atteggiamenti rendono i minori molto più vulnerabili al traffico e al turismo sessuale. Nella maggior parte dei casi lo sfruttamento sessuale di minorenni avviene all'interno del mercato della prostituzione adulta, che li assorbe velocemente e dove vengono abusati sia da locali sia da turisti stranieri. Internet fornisce un efficace strumento di rete globale per le persone che vogliano condividere informazioni sulle destinazioni, i luoghi da frequentare e le "prenotazioni".
Per i casi riguardanti i bambini gli Stati Uniti hanno leggi interne piuttosto severe al riguardo, potendo perseguire qualsiasi cittadino americano o residente stabilmente negli Stati Uniti che viaggi all'estero con lo scopo di porre in essere comportamenti illeciti con minorenni; tuttavia la pornografia minorile, il turismo sessuale e il traffico di esseri umani rimangono settori in rapida crescita. Come la legge statunitense interna che prevede la notifica alla comunità quando un acclarato molestatore sessuale vive nella zona, si è proposto di avvisare i funzionari esteri quando autori di reati sessuali in USA intendono viaggiare in altri paesi, anche per invogliar altre nazioni a fare altrettanto; varie organizzazioni per i diritti umani credono che questo sarebbe un passo nella giusta direzione.
Una relazione di stato statunitense del 2008 ha riportato che l'FBI a Manaus aveva cominciato a studiare le accuse a una società di viaggi di proprietà straniera, sembrando che stesse organizzando spedizioni di pesca nella zona interna dell'Amazzonia, quando non erano altro in realtà che viaggi organizzati di pedofili europei e americani: a fine anno l'indagine stava continuando in coordinamento con le forze dell'ordine brasiliane. Relazioni di poco successive affermano che "una delle tendenze più recenti sono le cosiddette spedizioni di pesca nella zona interna amazzonica, organizzate a scopo di turismo sessuale per sfruttatori europei e nordamericani". Altri rapporti dello stesso periodo hanno aiutato a far luce sul fenomeno.

## Risposta globale
Nel corso degli anni 2000 vi è stato un aumento del perseguimento di crimini riguardanti il turismo sessuale minorile; almeno 38 stati possiedono leggi extraterritoriali che permettono ai loro cittadini d'essere perseguiti appositamente per reati connessi con abusi sessuali su minori e compiuti mentre si trovavano all'estero, mentre altri 31 stati hanno leggi più generali che potrebbero essere utilizzate per perseguire i propri cittadini per reati commessi contro minorenni durante viaggi di turismo sessuale.
In risposta al turismo sessuale minorile anche le organizzazioni non governative, l'industria turistica e i vari governi locali hanno cominciato ad affrontare la questione: l'organizzazione mondiale del turismo (WTO) ha istituito una task force apposita per cercare di combattere il fenomeno e le associazioni di operatori turistici hanno creato un codice globale di condotta contro lo sfruttamento sessuale dei bambini nei viaggi turistici nel 1996. Ad aprile 2013 più di 1.200 agenzie di viaggio provenienti da 40 paesi l'hanno sottoscritto.
L'United States Immigration and Customs Enforcement (ICE) partecipa alle investigazioni sul turismo sessuale minorile; nel 2003 ha lanciato l'operazione "Predator" che ha portato alla cattura di oltre 11,000 abusatori sessuali di minorenni, tra cui più di un migliaio al di fuori degli USA. In Thailandia agenti sotto copertura ricevono informazioni da ONG locali circa gli stranieri sospettati d'impegnarsi in abusi sessuali su minori, altre volte vengono informati della presenza di autori di reati sessuali noti che sono in viaggio per la regione; in entrambi i casi lavorano a stretto contatto con le controparti locali per monitorare i movimenti dei sospetti.

## Legislazioni locali nei riguardi del turismo sessuale minorile

### Caraibi
- Barbados

Non vi sono state azioni di notevole entità da parte del governo di Barbados per ridurre la domanda di atti sessuali commerciali, anche se il problema del turismo sessuale è in aumento.
- Rep. Dominicana

Alcuni rapporti dicono che il turismo sessuale è un problema di stretta attualità nella Repubblica Dominicana, in particolare nelle zone turistiche costiere, con turisti provenienti tutto l'anno da diversi paesi in cerca di incontri sessuali con minorenni. Si segnala inoltre che l'attuale legislazione contiene incongruenze e lacune di vario tipo che potrebbero ostacolare l'interpretazione e l'applicazione della normativa.
Il codice per la protezione dei diritti dei bambini e degli adolescenti definiscono reato il loro utilizzo per attività sessuali a pagamento. Solo alcuni modi di produzione e diffusione di materiale pornografico vengono intese come attività criminali, mentre il possesso di materiale pedopornografico viene sanzionato.
- Cuba

Il rapporto 2010 sul traffico di esseri umani riferisce che il governo cubano non sta facendo il minimo sforzo per ridurre la domanda di sesso a pagamento; inoltre si segnala che le autorità non riconoscono esserci alcun problema nei riguardi del turismo sessuale minorile, pur avendo vietato ai minori di 16 anni l'ingresso nelle discoteche. Secondo documenti governativi sarebbe stata fornita alle persone impegnate nel settore turistico una formazione che li aiuti a identificare potenziali turisti sessuali per segnalarli in tal modo alle autorità.
- Giamaica

Il rapporto 2010 sul traffico di esseri umani riporta che le ONG assieme a osservatori di stato locali hanno segnalato un problema di turismo sessuale minorile in prossimità delle aree resort dell'isola.
- Trinidad e Tobago

Secondo il governo di Trinidad e Tobago non vi sono notizie né azioni penali riguardanti il turismo sessuale all'interno dei propri confini.

### Sudest Asiatico
- Cambogia

Un rapporto del 2010 sul traffico di esseri umani riporta che la vendita di ragazze vergini continua a essere un grave problema in Cambogia e che un numero significativo di asiatici e di altri viaggiatori provenienti dall'estero s'impegnano in turismo sessuale, anche minorile. Una legge del 1996 sulla repressione del rapimento, del traffico e dello sfruttamento di esseri umani contiene anche una legislazione contro lo sfruttamento sessuale di minori, concentrandosi in gran parte sul traffico, ma affrontando anche la questione della prostituzione.
L'età del consenso sessuale in Cambogia è a 15 anni e non viene definito in modo specifico il divieto della prostituzione minorile; si stima che un terzo di tutte le persone che si prostituiscono in Cambogia siano minorenni.
- Cina

Il rapporto 2010 sul traffico di esseri umani riferisce che il governo cinese non ha preso misure sufficienti per ridurre la domanda di lavoro forzato, atti sessuali commerciali o turismo sessuale.
- Indonesia

Il rapporto 2010 sul traffico di esseri umani riporta che il turismo sessuale è prevalente nelle aree più urbanizzate del paese, oltre che nelle destinazioni turistiche di Bali e delle Isole Riau; recentemente anche Batam è diventata nota come meta per il turismo sessuale minorile. Questi luoghi sono stati anche destinazioni privilegiate per il traffico sessuale.
Nell'ambito del codice penale indonesiano, qualsiasi cittadino può essere punito per violazione della legge sulla tutela del bambino, sia dentro sia fuori dai confini nazionali. Il "Child Protect Act 28" è un modulo di protezione generale dei diritti dei bambini; alcune sue sezioni specifiche forniscono misure contro il maltrattamento sessuale di minori. Una legge specifica stabilisce poi che è del tutto illegale utilizzare un bambino a scopo di lucro personale o commerciale; la pena per chi la infrange può essere fino a 10 anni di carcere e/o una pena pecuniaria fino a 200 milioni di rupie (22.000 dollari Usa).
- Corea del Sud

Gli uomini sudcoreani sono stati per qualche tempo i principali fautori del turismo sessuale in Asia. Nel 2005 un incontro internazionale ha discusso sulle strategie e contromisure da intraprendere contro l'alto numero di turisti sessuali sudcoreani in tutto il Sudest asiatico; il fenomeno riguardante l'adescamento di bambini prostituti in Cambogia e Filippine risultava essere preoccupante. Il governo filippino aveva sollecitato inoltre quello coreano ad agire con fermezza, in particolare sollecitando azioni contro l'acquisto di favori sessuali da bambini.
- Mongolia

Il rapporto 2010 sul traffico di esseri umani riporta che turisti giapponesi e sudcoreani s'impegnano in turismo sessuale in Mongolia. Il governo mongolo ha promulgato varie leggi in materia di prostituzione minorile; il codice penale vieta la prostituzione organizzata a chiunque abbia meno di 16 anni, che è l'età del consenso sessuale nel paese: ugualmente illegale è intrattenere rapporti sessuali con chi non abbia ancora compiuto 16 anni. La pena per i trasgressori può variare fra 3 anni di carcere e 18 mesi di servizio civile alla comunità. Lo stupro è punito da 2 a 6 anni di prigione; se vi sono violazioni ripetute o lesioni alle vittime le condanne vengono intensificate.
- Filippine

Il turismo sessuale è riconosciuto come un problema tra i più seri dalle autorità filippine; il rapporto 2010 sul traffico di esseri umani segnala turisti provenienti da tutto il nordest asiatico, oltre che da Australia, Europa e Nord America che giungono nelle Filippine alla ricerca di rapporti sessuali con minorenni. Grazie anche alle nuove tecnologie come Internet alcuni minori creano rapporti virtuali con uomini di altri paesi, ottenendo da questi denaro in cambio dell'invio di immagini pornografiche.
- Thailandia

Le organizzazioni sia governative sia non governative lavorano in stretta collaborazione per far chiudere i bordelli dove vengono tenuti a lavorare moltissimi minorenni; hanno anche cercato di far aumentare la consapevolezza nei riguardi del fenomeno del turismo sessuale e tentar così di rallentarne l'espansione. Nel 2008 si è avuto un record di 27.000 segnalazioni di donne e bambini in cerca di cure mediche in conseguenza alle ferite relative ad abusi sessuali.
Molti minorenni thailandesi non sono neppure iscritti al registro delle nascite, ciò che consente più facilmente loro di rimanere vittime di traffico verso altri paesi e costretti al lavoro minorile, compreso quindi anche lo sfruttamento sessuale.

### America latina
- Argentina

Il Dipartimento di Stato USA riferisce che il turismo sessuale è un problema in Argentina, in particolare nei sobborghi di Buenos Aires. Il codice penale argentino non vieta espressamente il turismo sessuale; nella speranza di ridurne il fenomeno però le autorità governative hanno approvato una legge che impone alle forze dell'ordine la chiusura di tutti i bordelli segnalati dalle ONG, ma ciò non risulta spesso efficace in quanto i gestori prima dei raid ricevono una soffiata che li avvisa del pericolo.
- Brasile

Il Dipartimento di Stato USA riferisce che il turismo sessuale rimane un problema molto serio in Brasile, soprattutto nelle zone turistiche del Nordest; la maggior parte di coloro che ricercano turismo sessuale minorile provengono dall'Europa e dagli USA. Le autorità brasiliane non sono direttamente coinvolte nel perseguimento dei turisti sessuali, consentendo invece alle ONG di attivarsi per perseguire coloro che vi partecipano.
Una legge introdotta nel 2000 afferma che "presentare un bambino o un adolescente a scopo di prostituzione o sfruttamento sessuale è punito con una multa e la reclusione da 4 a 10 anni.
- Colombia

L'art. 219 del codice penale colombiano proibisce di organizzare o facilitare il turismo sessuale, con pene previste che vanno dai 3 agli 8 anni di prigione; ma non pare vi siano stati procedimenti giudiziari o condanne riportate contro il turismo sessuale minorile. Negli ultimi anni la Colombia ha rafforzato la legislazione relativa al controllo del traffico di bambini, tuttavia è ancora in attesa di approvazione una legge che comprenda i diritti e le garanzie di bambini e adolescenti vittime di sfruttamento sessuale commerciale.
- Ecuador

In Ecuador il turismo sessuale si verifica soprattutto nelle aree urbane e nelle destinazioni turistiche come la città di Tena e le Isole Galápagos.
- Perù

In Perù il turismo sessuale è presente a Iquitos, in tutta la Regione di Madre de Dios e a Cuzco; i trafficanti inoltre operano illegalmente in alcune regioni interne in cui manca una forte autorità governativa. Anche se alcune zone del paese sono ampiamente note per esser destinazioni privilegiate per il turismo sessuale minorile e le leggi peruviane proibiscono una tale pratica, non vi sono state segnalazioni di condanne contro turisti sessuali. Il governo ha addestrato funzionari e condotto campagne di sensibilizzazione sul tema: fino al 2010 60 aziende turistiche hanno firmato un codice di condotta accordandosi a livello nazionale.
- Uruguay

Vi è uno sforzo di sensibilizzazione, sia tra i funzionari governativi sia tra i lavoratori interni al settore turistico nei riguardi del turismo sessuale infantile e dello sfruttamento di bambini. Il sistema educativo uruguayano include l'educazione al traffico di esseri umani tra le materie delle scuole superiori.

## Sanzioni da parte dei paesi da cui provengono i turisti sessuali
Un numero crescente di paesi in tutto il mondo hanno una legislazione che persegue espressamente i turisti, al ritorno nella loro patria, dopo aver adottato un comportamento sessuale illecito in un paese straniero con minorenni, e fatto rientrare nello spettro più ampio degli abusi sessuali su minori.
- Australia
- Canada
- Corea del Sud
- Hong Kong
- Regno Unito
- Stati Uniti

Il Protect Act 2003, legge preventiva sugli abusi su minori, definisce un crimine federale adottare, da parte d'un cittadino statunitense o straniero residente permanente, un comportamento sessuale illecito all'estero con una persona di età inferiore ai 18 anni: la condotta illecita comprende qualsiasi atto sessuale commerciale compiuto con un minore di 18 anni.
Prima del passaggio congressuale di tale legge i pubblici ministeri dovevano dimostrare che i turisti sessuali si erano recati all'estero con l'intento esplicito di molestare dei minori, cosa questa che risultava quasi impossibile da dimostrare: la legge del 2003 ha reso il turista responsabile per l'atto in sé, anche se non fosse stato premeditato. Le sanzioni relative sono state inoltre raddoppiate, da 15 a 30 anni di carcere.